# Гранд-Марш (Вісконсин)
Гранд-Марш (англ. Grand Marsh) — переписна місцевість (CDP) в США, в окрузі Адамс штату Вісконсин. Населення — 110 осіб (2020).

## Географія
Гранд-Марш розташований за координатами 43°53′7″ пн. ш. 89°42′26″ зх. д. / 43.88528° пн. ш. 89.70722° зх. д. (43.885254, -89.707164).  За даними Бюро перепису населення США в 2010 році переписна місцевість мала площу 3,13 км², уся площа — суходіл.

## Демографія
Згідно з переписом 2010 року, у переписній місцевості мешкало 127 осіб у 46 домогосподарствах у складі 32 родин. Густота населення становила 41 особа/км².  Було 53 помешкання (17/км²).
Расовий склад населення:
| - 98,4 % — білих - 0,8 % — азіатів |

До двох чи більше рас належало 0,8 %. Частка іспаномовних становила 5,5 % від усіх жителів.
За віковим діапазоном населення розподілялося таким чином: 29,1 % — особи молодші 18 років, 58,3 % — особи у віці 18—64 років, 12,6 % — особи у віці 65 років та старші. Медіана віку мешканця становила 37,8 року. На 100 осіб жіночої статі у переписній місцевості припадало 92,4 чоловіків;  на 100 жінок у віці від 18 років та старших — 109,3 чоловіків також старших 18 років.
Середній дохід на одне домашнє господарство  становив 39 400 доларів США (медіана — 37 917), а середній дохід на одну сім'ю — 50 439 доларів (медіана — 50 000). За межею бідності перебувало 3,8 % осіб, у тому числі 0,0 % дітей у віці до 18 років та 0,0 % осіб у віці 65 років та старших.
Цивільне працевлаштоване населення становило 35 осіб. Основні галузі зайнятості: мистецтво, розваги та відпочинок — 25,7 %, освіта, охорона здоров'я та соціальна допомога — 25,7 %, науковці, спеціалісти, менеджери — 22,9 %.